# Dehradun (dystrykt)
Dehradun – jeden z trzynastu dystryktów indyjskiego stanu Uttarakhand. Znajduje się w dywizji Garhwal. Powierzchnia tego dystryktu wynosi 3088 km². Stolicą dystryktu jest miasto Dehradun. 

## Położenie
Na zachodzie graniczy ze stanem Uttar Pradesh, od północy z Uttarkashi, od wschodu z dystryktem Tehri Garhwal a południu z dystryktami Pauri Garhwal i Haridwar.